# غيلسون فيرنانديز

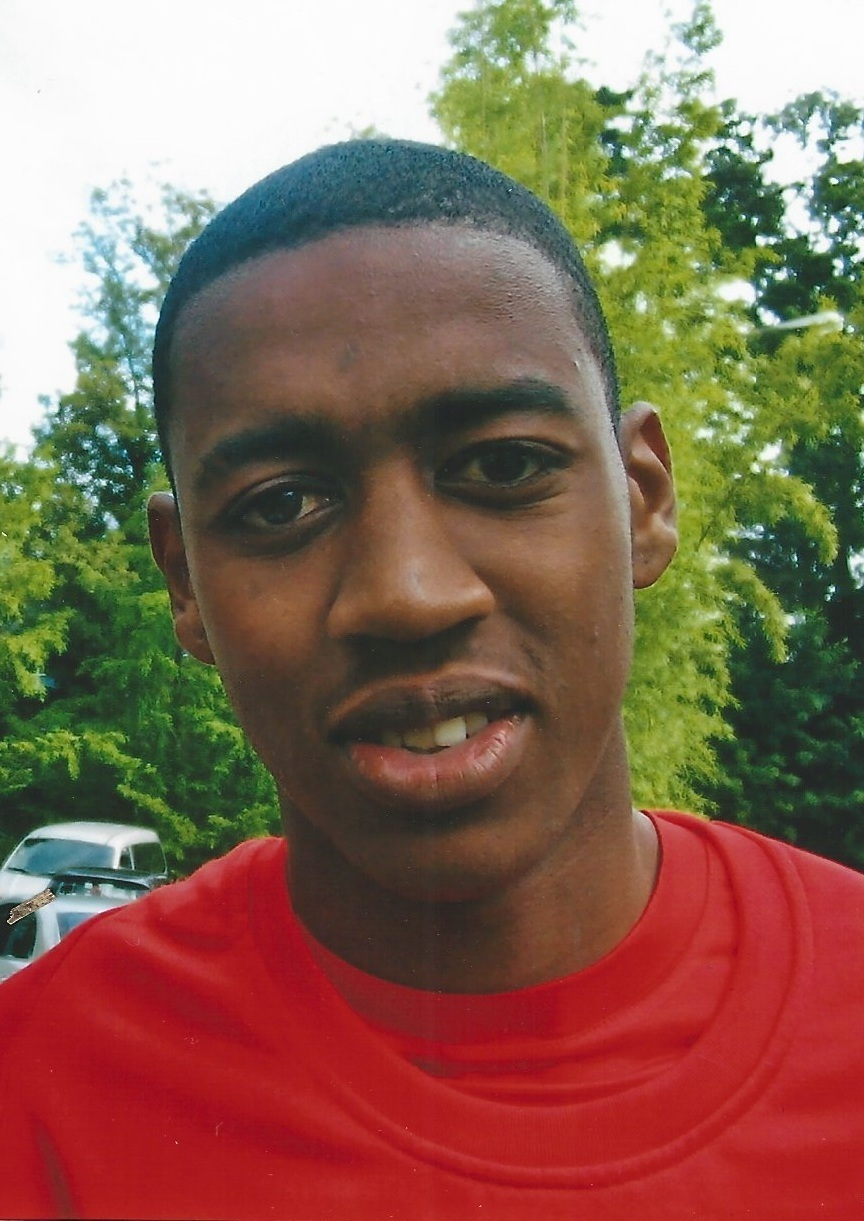
غيلسون فيرنانديز

غيلسون تافاريس فيرنانديز ، من مواليد 2 سبتمبر 1986 في برايا في الرأس الأخضر، لاعب كرة قدم سويسري.
يلعب مع نادي كييفو فيرونا الإيطالي منذ عام 2010.
بدأ باللعب مع منتخب سويسرا لكرة القدم في عام 2007.

## مسيرته الكروية
لعب غيلسون فيرنانديز خلال مسيرته الاحترافية مع 10 أندية في عشرون موسمًا وسجل خلالها 11 هدفًا ضمن 444 مباراة. حيث فاز في موسمين بالكأس ولم يفز بأي دوري.
خاض غيلسون فيرنانديز مسيرته مع نادي سيون في موسم 2002–03 في المرة الأولى ليلعب معه خمسة مواسم ثم في موسم 2012–13 لمدة موسم واحد، مشاركًا طوالها في 121 مباراة سجل خلالها هدفًا واحدًا. ثم انتقل إلى نادي مانشستر سيتي في موسم 2007–08 ولمدة موسمين، حيث شارك في 43 مباراة سجل خلالها 3 أهداف. لينتقل بعدها إلى نادي سانت إتيان في موسم 2009–10 لمدة موسم واحد، مشاركًا في 33 مباراة ولم يسجل أي هدف. ثم انتقل إلى نادي كييفو فيرونا في موسم 2010–11 لمدة موسم واحد، مشاركًا في 29 مباراة سجل خلالها هدفين. هذا وانتقل لاحقًا إلى نادي أودينيزي في موسم 2011–12 لمدة موسم واحد، مشاركًا في 16 مباراة سجل خلالها هدفًا واحدًا. ثم انتقل بعدها إلى نادي فرايبورغ في موسم 2013–14 لمدة موسم واحد، مشاركًا في 30 مباراة سجل خلالها هدفًا واحدًا أيضًا. ليعود وينتقل من جديد، لكن هذه المرة إلى نادي ستاد رين في موسم 2014–15 واستمر معه طيلة ثلاثة مواسم، مشاركًا في 93 مباراة سجل خلالها هدفًا واحدًا أيضًا. لينتقل بعدها إلى نادي آينتراخت فرانكفورت في موسم 2017–18 واستمر معه طيلة ثلاثة مواسم، مشاركًا في 58 مباراة سجل خلالها هدفًا واحدًا أيضًا.

## روابط خارجية
- غيلسون فيرنانديز على موقع الاتحاد الدولي (مؤرشف)  (الإنجليزية)
- غيلسون فيرنانديز على موقع الاتحاد الأوربي (الإنجليزية)
- غيلسون فيرنانديز على موقع قاعدة بيانات كرة القدم.إي يو (الإنجليزية)
- غيلسون فيرنانديز على موقع بيانات كرة القدم. دي إي (الألمانية)
- غيلسون فيرنانديز على موقع ناشيونال فوتبول تيمز (الإنجليزية)
- غيلسون فيرنانديز على موقع Soccerbase.com (لاعب) (الإنجليزية)
- غيلسون فيرنانديز على موقع Soccerway.com (الإنجليزية)
- غيلسون فيرنانديز على موقع عالم كرة القدم.نت (الإنجليزية)
- غيلسون فيرنانديز على موقع كووورة
- غيلسون فيرنانديز على موقع AS.com (الإسبانية)